# NGC 2229
NGC 2229 في الفهرس العام الجديد، هي مجرة، تقع في كوكبة أبو سيف (كوكبة). اكتشفت في 30 نوفمبر 1834 بواسطة جون هيرشل.

## روابط خارجية
- NGC 2229 على موقع ويكي سكاي: DSS2, SDSS, GALEX, IRAS, Hydrogen α, X-Ray, Astrophoto, Sky Map, Articles and images